# Paranthura setigera
Paranthura setigera là một loài chân đều trong họ Paranthuridae. Loài này được Negoescu miêu tả khoa học năm 1997.